# Campeonato Nacional de Atletismo de Paraguay de 2016
El Campeonato de la Victoria o el Torneo de la Victoria de 2016 fue disputado en el Comité Olímpico Paraguayo en la ciudad de Luque, organizado por la Federación Paraguaya de Atletismo. Fue la edición número 66.
La competición sirve como el Campeonato Nacional de Atletismo en pista y campo para la República del Paraguay, siendo el campeonato nacional de atletismo más importante de dicho país.

## Clasificatorio
Tres campeonatos fueron disputados durante la temporada de 2016 conocido como Torneo de la Familia y sus resultados difinieron la clasificación de atletas para el Camp. Nacional de la Victoria. Los primeros 8 a 12 atletas en el ranking de cada evento clasificarán. Tanto como en Asunción las competitions fueron también disputados en Alto Paraná, Caaguazú, Paraguarí, Guairá, Itapúa y Misiones. Fredy Maidana quedó en primer lugar por el ranking de 2016 por el evento de la prueba de velocidad de 100 m con 10.55s. Campeón General del Campeonato de la Familia Atlética Interclubes fue la Asociación de Atletismo del Alto Paraná de Ciudad del Este con 254 puntos.

## Resultados
- Los resultados serán publicados por la página oficial de la FPA.